# 柏台世宠坊
柏台世宠坊位于安徽省黄山市歙县县城徽城镇上路街，原新城（徽州府城东侧的歙县县城）北门新安门内，已列为歙县文物保护单位。
柏台世宠坊是上路街三座牌坊最北面的一座，它是一座功名坊，为广西道监察御史前中书舍人毕力德暨孺人孙氏，立于明万历四十二年（1614），四柱三间三楼式。高11.5米。两面分别题字“柏台世宠”、“豸绣躬承”，分别指御史台和御史补服。